# 厚岩洞
厚岩洞（：／ Huam dong */?）是位於韓國首爾龙山区的一个行政洞，位于龙山区北部。紧邻古城墙和南山。

## 历史
厚岩一词来源于在古代时期的该村落曾有一块巨石，因此得名。在朝鲜王朝初期，该区域为汉城府的城底十里。1751年（朝鲜英祖27年）决定将其划入至汉城府的外围区域。在朝鲜日治时期，于1943年划入至京城府龙山区。在1946年正式划入至首尔特别市龙山区。

## 下辖法定洞
- 厚岩洞

## 景点
- 南山植物园

## 建筑
- 三光小学
- 龙山图书馆
- 歌德学院